# Gioconda (opera)
Gioconda ((wł.) La Gioconda) – opera z muzyką Amilcare Ponchiellego i librettem Arrigo Boito, wystawiona po raz pierwszy w 1876 roku. Jedyna opera Ponchiellego stale utrzymująca się w repertuarze scenicznym.

## Osoby
- Gioconda (wł. La Gioconda) – sopran
- Laura – mezzosopran
- Niewidoma, matka Giocondy (wł. La Cieca) – alt
- Enzo Grimaldo – tenor
- Barnaba – baryton
- Alvise Badoero – bas
- Zuane – bas
- Isepo – tenor
- Śpiewak – bas
- Sternik – bas

## Treść
Akcja opery rozgrywa się w Wenecji, w XVII wieku.

### Akt I (Paszcza lwa)
Przed Pałacem Dożów trwają przygotowania do regat na kanale. Wśród zebranych kręci się szpieg Inkwizycji Barnaba. Uliczna śpiewaczka Gioconda prowadzi do kościoła swoją niewidomą matkę, Barnaba zaleca się do Giocondy, lecz zostaje ostro odprawiony. Po odejściu Giocondy mści się, wmawiając pokonanemu w regatach Zuane, że to matka Giocondy rzuciła na niego urok. Tłum rzuca się na niewidomą, lecz powstrzymuje go kochanek Giocondy Enzo, który wraz z nią pojawia się na placu. Nadchodzi szef Inkwizycji Alvise Badoero wraz ze swoją żoną Laurą, która, zauważywszy w rękach matki Giocondy różaniec, wstawia się za nią, twierdząc że stanowi on dowód zaprzeczający oskarżeniom. Ta, w podzięce za uwolnienie od podejrzeń o czary, ofiarowuje Laurze swój różaniec. Zebrani wchodzą do kościoła, a na placu pozostają jedynie Enzo i Barnaba, który rozpoznał w rzekomym dalmatyńskim marynarzu wypędzonego z Wenecji genueńskiego księcia Enza Grimaldo, dawnego ukochanego Laury. Barnaba obiecuje Enzo zorganizowanie schadzki z Laurą, a po jego odejściu dyktuje pisarzowi list informujący Alvisa o zdradzie żony, który wrzuca do rzeźbionej paszczy lwa, służącej do przekazywania donosów. Gioconda podsłuchuje z ukrycia rozmowę Barnaby z pisarzem i rozpacza z powodu zdrady kochanka.

### Akt II (Różaniec)
Enzo spotyka się z Laurą na pokładzie swojego okrętu. Pojawia się na nim również Gioconda i dochodzi do starcia między rywalkami. Na widok nadpływającej barki Alvisa Gioconda tryumfuje, lecz widząc w rękach Laury różaniec swojej matki, ułatwia wiarołomnej żonie ucieczkę przed mężem, oddając jej własną maskę i łódź. Enzo oskarża Giocondę o zastawienie pułapki na Laurę, ona jednak wskazuje mu prawdziwe źródło niebezpieczeństwa – nadpływającą barkę wysłanników Inkwizycji, mających go aresztować. Enzo podpala okręt i ucieka z niego wpław.

### Akt III (Ca' d'Oro)
W swoim pałacu Alvise w zemście postanawia zmusić Laurę do wypicia trucizny. Wkradłszy się do komnat pałacowych, Gioconda ratuje Laurę, podając jej środek nasenny i pozorując w ten sposób jej śmierć. Alvise sprowadza gości na widowisko baletowe. Pod koniec przedstawienia zjawia się Barnaba, wlokąc niewidomą matkę Giocondy, którą oskarża o szpiegowanie w pałacu. Słychać dzwon żałobny, zapowiadający – zgodnie z makabrycznym zamysłem Alvisa – ukazanie gościom zwłok Laury. Jednym z nich okazuje się zamaskowany Enzo, który ujawnia swą tożsamość i oskarża Alvisa o morderstwo. Gioconda obiecuje Barnabie, że odda mu się w zamian za uratowanie Enza. Na widok rzekomo martwej Laury Enzo rzuca się z bronią na Alvisa i zostaje aresztowany.

### Akt IV (Kanał Orfano)
Dwaj towarzysze Giocondy dostarczają jej wykradzioną z pałacu uśpioną Laurę. Mają też odszukać jej matkę, po której ślad zaginął po zatrzymaniu jej przez Barnabę. Gioconda widzi dla siebie już tylko jedną drogę – samobójstwo. Nadchodzi Enzo, a Laura budzi się ze snu. Kochankowie dziękują Giocondzie, a ta oddaje im swoją łódź, którą uciekają z Wenecji. Gotującą się na śmierć Giocondę nachodzi Barnaba i żąda obiecanej zapłaty za uratowanie Enza. Nic z tego – Gioconda przebija się sztyletem. Konającej Giocondzie Barnaba – mszcząc się – ujawnia, że zabił jej matkę.

## Historia utworu

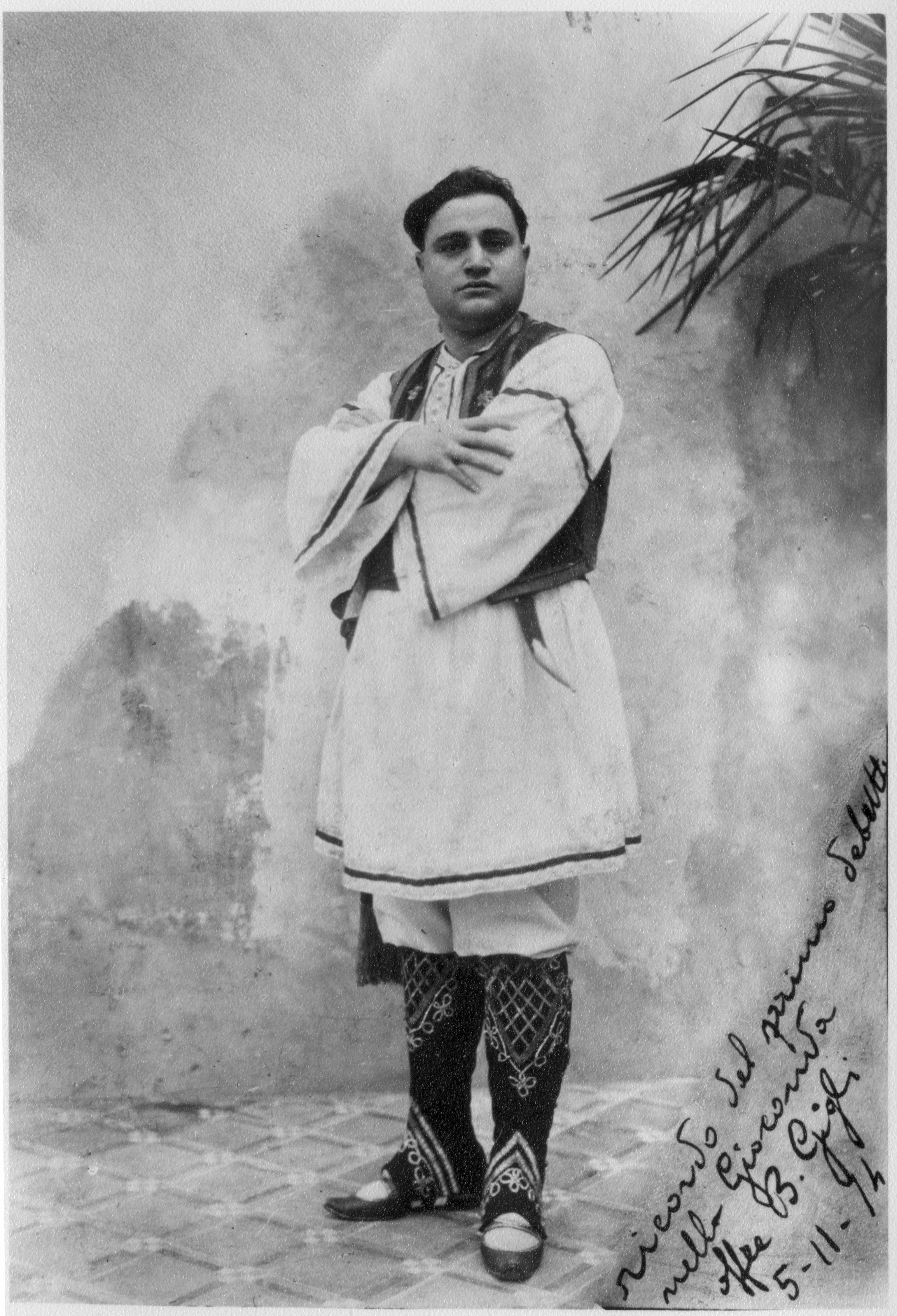
Beniamino Gigli jako Enzo w Giocondzie, ok. 1914

Sukces opery Ponchiellego Litwini ((wł.) I Lituani) zachęcił wydawnictwo Ricordi do zamówienia u niego w 1874 kolejnego utworu. Napisanie libretta zlecono Arrigowi Boito, który za podstawę wziął dramat Victora Hugo Angelo, tyran Padwy ((fr.) Angelo, tyran de Padoue). Komponowanie zajęło Ponchiellemu półtora roku. Prapremiera w mediolańskiej La Scali była sukcesem. W wiodących partiach wystąpili: Maddalena Mariani-Masi (Gioconda), Marietta Biancolini-Rodriguez (Laura), Eufemia Barlani-Dini (niewidoma matka Giocondy), Gottardo Aldighieri (Barnaba), Ormondo Maini (Alvise) i — uważany za największego tenora swego pokolenia — Julian Gayárre (Enzo).
Przed kolejnymi inscenizacjami Ponchielli poprawiał partyturę. Największe zmiany wprowadził przed wystawieniem Giocondy w Wenecji (1876), kolejne przed premierą w Rzymie (1877), następne zaś przed przedstawieniem opery publiczności w Genui (1879). Po ponownym wystawieniu utworu w La Scali (1880) szybko obiegła ona inne sceny (Neapol – 1881, Bolonia i Santiago de Chile – 1882, Petersburg, Barcelona, Londyn, Budapeszt, Nowy Jork – 1883, Wiedeń – 1884, Piacenza i Warszawa – 1885, Berlin – 1886, Bruksela – 1887).
Gioconda jest operą trudną do wystawienia, gdyż wymaga aż sześciorga wybitnych śpiewaków dla obsadzenia wiodących partii Giocondy, Enza, Laury, Alvisa, Ślepej i Barnaby. Wielkimi wykonawczyniami partii tytułowej były m.in. Lillian Nordica, Florence Easton, Eugenia Burzio, Giannina Arangi-Lombardi, Emmy Destinn, Rosa Raisa, Rosa Ponselle, Gina Cigna, Zinka Milanov, Maria Callas, Renata Tebaldi, Leonie Rysanek, Montserrat Caballé i Anna Netrebko. Partię Enza wykonywali wielcy tenorzy, m.in. Enrico Caruso, Beniamino Gigli, Giovanni Zenatello, Francesco Merli i Jonas Kaufmann.
Zainteresowanie Giocondą podtrzymywane jest przez popularność niektórych fragmentów opery: arii Enza Cielo e mar z II aktu, arii Giocondy Suicidio! z IV aktu i Tańca godzin – muzyki baletowej z III aktu.